# Operace Dub
Operace Dub (italsky Operazione Quercia, německy Fall Eiche nebo Unternehmen Eiche) bylo krycí jméno německé vojenské operace během italského tažení v době druhé světové války, jejímž splněným cílem bylo osvobození sesazeného italského vůdce Benita Mussoliniho.

## Průběh

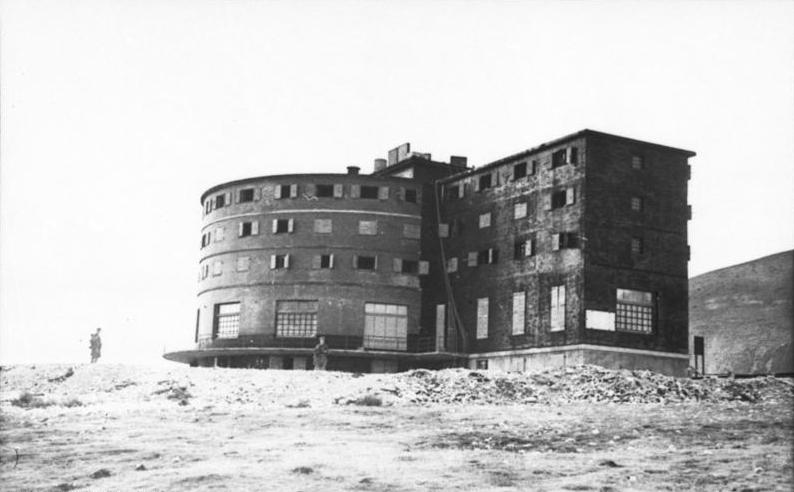
Hotel Campo Imperatore kde byl Mussolini internován. Fotografie pořízená německými vojáky v den osvobození Mussoliniho

Německá zpravodajská služba zachytila 7. září 1943 italskou kódovanou depeši, ze které usoudila, že Mussolini je zadržován kdesi v Abruzzu.
Operace začala i skončila 12. září 1943, kdy němečtí parašutisté 2. Fallschirmjäger-Division a několika členů SS Sicherheitsdienst přistáli ve vojenských kluzácích DFS 230 v horském údolí pohoří Gran Sasso a úspěšně osvobodili Benita Mussoliniho. Ten zde byl internován v horském hotelu Campo Imperatore na příkaz Pietra Badoglia po příměří z Cassibile.
Po ukončení operace byly kluzáky, vzhledem k nemožnosti jejich dalšího využití, spáleny.